# Professional Services Automation
Автоматизація професійних послуг (англ. Professional Services Automation, PSA) — програмне забезпечення, призначене для автоматизації діяльності компаній, що надають різні професійні послуги — юридичні, бухгалтерські, аудиторські, інжинірингові, рекламні, оціночні (експертиза) і т. д., ПЗ з управління проектами та управління ресурсами для клієнтських проектів. Це досягається шляхом розробки кількісних і якісних показників для основних бізнес-процесів, які потім можуть бути використані для спрощення і поліпшення цих процесів.
Типова PSA-система допомагає вирішити три головні завдання, майже для кожної фірми, бізнес якої орієнтований на надання послуг. Це — керування портфелем проектів, облік часу співробітників і контроль надходження грошових коштів.
Типові функції PSA  часто інтегруються з системами управління взаємовідносинами з клієнтами (CRM)  і системами розрахунку заробітної плати з метою підвищення ефективності загальної діяльності. 